# Krucifix (Neratov)
Pískovcový krucifix z roku 1882 se nalézá v těsné blízkosti kovové zvoničky v centru obce Neratov v okrese Pardubice.

## Popis
V minulosti stával tento pískovcový krucifix na vyvýšeném místě v centru obce v čtvercovém dřevěném oplocení s cihlovými sloupky. V roce 2024 se oplocení kolem krucifixu nenachází.
Na dvou pískovcových schodech je umístěn nahoře okosený hranolový podstavec. Na čelní straně podstavce je vyhlouben obdélníkový rámeček.
Na podstavci stojí pilíř nahoře zakončený profilovanou římsou. Boky pilíře zdobí sloupy s korintskou hlavicí. Na čelní straně pilíře je mezi sloupy vyhloubena nika s reliéfem Panny Marie. Na zadní straně pilíře je vytesán nápis o vzniku kříže.
Na profilované římse stojí podstavec pískovcového krucifixu s korpusem Krista a nápisem INRI nad jeho hlavou. Na podstavci kříže je na čelní straně reliéf slunce.

## Galerie

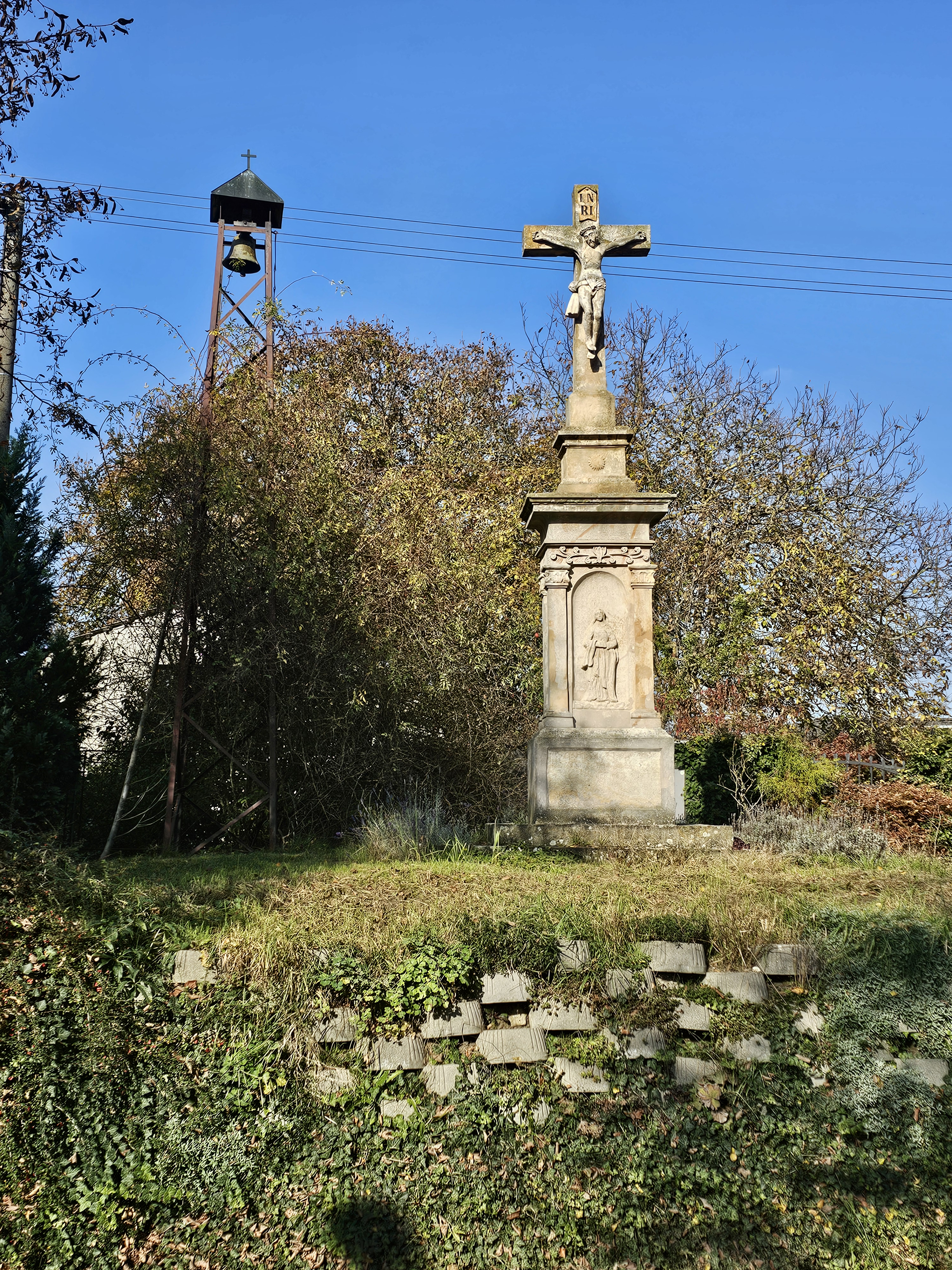
Krucifix v Neratově - stav v roce 2024